# Mahapajapati Gotami
Mahapajapati Gotami, também chamada Maha Gotami, foi mãe adotiva, madrasta e tia maternal (irmã da mãe) de Sidarta Gautama, chamado de Buda. Na tradição budista, ela foi a primeira mulher a buscar a ordenação e se tornar uma bicunim, uma freira budista.

## Vida
Há diversas versões sobre sua história, registrada em tradições sobreviventes do textos do Vinaia.
A lenda diz que, ao nascer, um astrólogo previu que Gotami seria líder com muito seguidores, e por isso recebeu o nome "Pajapati", significando "líder de grande assembleia". Também previu-se que seria mãe de um grande líder religioso ou secular.
Gotami era irmã de Maya, mãe de Sidarta, e ambas eram casadas com o rei Suddhodana. Quando Maya morreu, sete dias depois do parto, Gotami acolheu o bebê como seu próprio primeiro filho, por volta do ano 563 a.C.
Mahapajapati se tornou fonte de força e apoio para várias mulheres da região, e inspirada no filho, desejou ser iniciada no conhecimento profundo. No entanto, Sidarta inicialmente acreditava que mulheres não deveriam ser ordenadas. Mahapajapati insistiu diversas vezes pela sua iniciação. O discípulo Ananda interveio, questionando se mulheres poderiam aprender os princípios budistas. Sidarta disse que se Mahapajapati aceitasse as oito Garudhammas, regras especiais para monjes, ela poderia ser ordenada. Ela aceitou, e assim se tornou a primeira bicunim, cinco anos após a iluminação de Buda.
De acordo com o livro Gotami Theri Apadana, A Sagrada Biografia de Gotami Theri, Gotami faleceu aos 120 anos de idade, passando ao Nirvana final.